# Pete Heller
Peter Kenneth „Pete“ Heller (* 20. Jahrhundert in Brighton) ist ein britischer House-DJ und Musikproduzent.

## Leben
Pete Heller ist seit Mitte der 1990er Jahre als Musikproduzent aktiv. Zusammen mit Terry Farley produzierte er einige bekanntere House-Tracks wie Ultra Flava. Mit Big Love ist ihm ein internationaler Clubhit gelungen. Er fertigte auch Remixe für beispielsweise Moby und The Chemical Brothers.
2004 gründete er sein eigenes Label Phela Recordings.

## Diskografie (Auswahl)

### Singles
- 1999: Big Love
- 2002: Sputnik
- 2003: Big Room Drama (mit Tedd Patterson)
- 2004: Timewarp
- 2006: Simpler
- 2009: Sabotage
- 2010: Nu Acid
- 2010: Overtime